# Гэнъю, Сокю
Сокю Гэнъю (яп. 玄侑 宗久 Гэнъю: Со:кю:, род. 28 апреля 1956 года) — японский писатель и монах школы Риндзай. В своих художественных произведениях устремлён к буддийскому осмыслению природы круговорота жизни и смерти.

## Биография и творчество
Родился в г. Михару префектуры Фукусима в семье настоятеля храма Фукусю-дзи школы Риндзай направления Мёсин-дзи. Воспитывался в католическом детском саде в Михару, там же окончил начальную школу. Среднюю школу окончил в городе Корияма. В школьные годы прошел через увлечение мормонизмом, Тэнрикё, доктринами Церкви Объединения. Рос впечатлительным, склонным к мистическим переживаниям ребёнком, с раннего детства погружённым в мысли о феномене смерти. В средних классах перенёс заболевание японским энцефалитом, в результате которого в течение трёх дней находился в состоянии комы. После возвращения в сознание с ещё большей остротой обратился к мыслям о смерти и её природе. Во время учёбы в старших классах ежегодно убегал из дому. Во время одного из таких побегов познакомился с философом Киёси Хоси, встреча с которым способствовала впоследствии принятию им решения стать монахом.
В 1974 году переехал в Токио для обучения в подготовительной школе, после года обучения в которой поступил на филологический факультет университета Кэйо на отделение китайской литературы, где специализировался на изучении современной китайской драматургии. В студенческие годы продолжил напряжённый духовный поиск. Пережил кратковременное увлечение исламом и учением Свидетелей Иеговы. После начал практиковать дзадзэн в дзэнских храмах. В тот же период стал пробовать себя в литературе. Участвовал в додзинси «Ингу» (いんぐ, «Дилдо»). На собственные средства отправился в Тайвань, где проходил стажировку в Институте китайского языка при Католическом университете Фу Жэнь. До окончания университета, скрывая от своих работодателей то, что он ещё является студентом, смог попробовать самые разнообразные профессии, включая работу автора рекламных текстов.
После окончания университета, несмотря на возможность продолжения карьеры в новостных агентствах, переехал в Ямагути, где устроился на работу служащим завода по сжиганию мусора. От литературной деятельности в те годы полностью отошёл. Вёл хаотичный образ жизни. Постоянно менял места жительства и профессии: от менеджера ночного клуба до продавца магазина, специализировавшегося на учебной литературе по английскому языку.
В 1983 году начал заниматься йогой в одном из токийских додзё. В марте того же года принял монашеский постриг в киотоском храме Тэнрю-дзи. В течение почти трёх лет жил в аскезе в горах. После совершения паломничество по Кобэ, Яманаси и другим местам вернулся к себе на родину в Фукусиму. В 1988 году стал помощником настоятеля отцовского храма Фукусю-дзи.
Как писатель дебютировал в 2000 году с публикацией в журнале «Синтё» рассказа «Судовой нос в воде» (水の舳先), номинированным на премию Акутагавы. В 2001 году был удостоен этой премии за новеллу «Цветы на грани миров» (中陰の花, пер. на рус.). С 2008 года является настоятелем храма Фукусю-дзи. С апреля 2009 года преподаёт в университете Нанадзоно.
Продолжает активно публиковаться. Известны его художественные произведения «Бесконечный свет будды Амитабха» (アミターバ 無量光明, 2003), «Удивительные записи раскрытой тетради» (御開帳綺譚, 2002) и др., а также сборники эссе «Только мой буддизм» (私だけの仏教, 2003) и «Просёлочная дорога в рай» (まわりみち極楽論, 2003).

## Издания на русском языке
- Цветы на грани миров // Теория катастроф. Современная японская проза / Пер. М. Торопыгиной. — М.: Иностранка, 2003. — С. 217—310. — ISBN 5941451679.